# Якір (сепаратор)
Якір (сепаратор) — пристрій для сепарації газу (газовий Якір) чи піску (пісочний Якір) від рідини, який встановлюється на всмоктувальній трубі свердловинного насоса.
ЯКІР ГАЗОВИЙ — свердловинний газовий сепаратор, який призначений для відділення вільного газу від рідини (нафти, води) і встановлюється на вході у штанговий свердловинний насос.
ЯКІР ПІСКОВИЙ — сепаратор, який встановлюється на вході у свердловинний насос і призначений для відділення піску від газорідинної суміші.